# (1088) Mitaka
(1088) Mitaka és un asteroide pertanyent al cinturó d'asteroides descobert per Okurō Oikawa des de l'observatori astronòmic de Tòquio, Japó, el 17 de novembre de 1927.
Inicialment es va designar com a 1927 WA. Posteriorment va ser anomenat per la localitat japonesa de Mitaka.
Està situat a una distància mitjana de 2,201 ua del Sol, podent acostar-s'hi fins a 1,77 ua i allunyar-se'n fins a 2,633 ua. Té una excentricitat de 0,1961 i una inclinació orbital de 7,65°. Empra 1193 dies a completar una òrbita al voltant del Sol.